# 薩繆爾·古斯塔夫森
薩繆爾·古斯塔夫森（瑞典語：Samuel Gustafson；1995年1月11日—）是一位瑞典足球運動員。在場上的位置是中場。現時效力瑞典超級足球聯賽球隊赫根足球會。他的雙胞胎兄弟西蒙·古斯塔夫森也是一位足球運動員。